# .pf
.pf este un domeniu de internet de nivel superior (ccTLD), pentru Polinezia Franceză.